# Alexandru Popescu (înotător)
Alexandru Popescu (n. 12 octombrie 1935, București, România) este un fost înotător român în proba de fluture⁠(d). A concurat la Jocurile Olimpice de vară din 1956 și la Jocurile Olimpice de vară din 1960.

## Carieră
A fost multiplu campion național la înot și de opt ori campion național în echipa de polo a clubului Dinamo. La Jocurile Olimpice din 1956 s-a clasat pe locul 8 în proba de 200 de metri fluture și cu echipa României de polo a ocupat locul 8. La ediția din 1960 s-a clasat pe locul 15 la 200 de metri fluture.
A absolvit Institutul de cultură fizică (1954) și în 1968 a fost antrenor al echipei României de polo.
În anul 1971, el a emigrat în Germania unde a fost profesor de sport la un liceu.

## Distincții
- Medalia Muncii (18 decembrie 1956) „pentru merite deosebite in pregătire și pentru rezultatele obținute la cea de a XVI-a ediție a jocurilor olimpice care au avut loc la Melbourne”[7]